# Vanilla ochyrae
Vanilla ochyrae är en orkidéart som beskrevs av Dariusz Lucjan Szlachetko och Tomasz Sebastian Olszewski. Vanilla ochyrae ingår i släktet Vanilla och familjen orkidéer. Inga underarter finns listade i Catalogue of Life.